# Кофр (фортифікація)

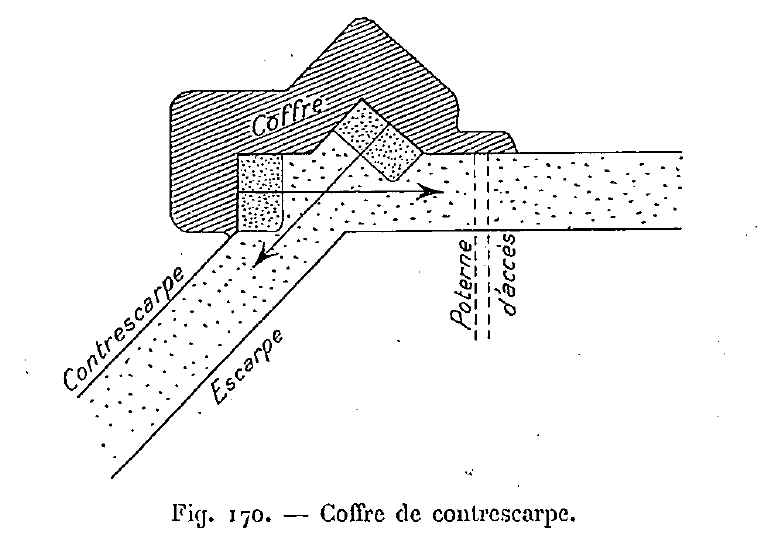
Подвійний кофр з потерною

Кофр (фр. coffre de contrescarpe, від coffre — «ящик, скриня») — фортифікаційна споруда, призначена для фланкування фортечного рову. На відміну від капоніра, що розташовується на ескарпі, кофр облаштовується на контрескарпі, тобто на стороні, ближчій до противника.
Розташовуючись на вихідних кутах рову, кофр може бути одинарним або подвійним: відповідно він може вести вогонь в один або обидва боки. Часто, але не обов'язково кофр з'єднується з внутрішніми укріпленнями потерною, прокладеною під ровом.
У зв'язку з близьким розташуванням до противника кофр вразливий до підкопів, але через це він також часто є відправною точкою для контрмін.